# كيفن دنت
كيفن دنت (بالإنجليزية: Kevin Dent)‏ هو لاعب كرة قدم أمريكية أمريكي، ولد في 31 مايو 1967 في فيكسبيرغ في الولايات المتحدة.